# 알트슈타트 슈판다우역
알트슈타트 슈판다우역(U-Bahnhof Altstadt Spandau)은 베를린 슈판다우구에 있는 U7의 역이다. 1984년 10월 1일 U7의 북서부 연장 당시에 개업했다. 슈판다우 구시가지 북쪽을 지하로 통과하며, 암 율리우스투름 대로와 평행하게 선로가 지나간다.
지하철 역사의 설계자는 라이너 륌러이다. 2017년 3월 U7 노선의 북부 역사 6곳의 일부로 베를린의 건축유산으로 지정되었다.
역 동쪽으로 하펠강을 통과하기 때문에 지하 14 m에 승강장이 위치해 있다. 이를 위해서 역사는 케이슨 공법으로 건설되었다. 종착역인 라트하우스 슈판다우역 방향으로는 슈판다우 구시가지를 훼손하지 않기 위해서 실드터널 공법으로 건설되었다.
접근성 개선을 위해서 엘리베이터 설치가 2019년 말까지 계획되어 있었다. 2023년 기준으로 완공되지 않았다.
베를린 버스 X33번과 환승할 수 있다.

## 인접 철도역
| 베를린 지하철            | 베를린 지하철 | 베를린 지하철      |
| ------------------------ | ------------- | ------------------ |
| 라트하우스 슈판다우 방면 | U7            | 치타델레 루도 방면 |